# Mykola Fedorenko
Mykola Ivanovyč Fedorenko (in ucraino Микола Іванович Федоренко?, in russo Николай Иванович Федоренко?, Nikolaj Ivanovič Fedorenko; Ordžonikidze, 31 luglio 1955) è un ex calciatore e allenatore di calcio sovietico dal 1991 ucraino, di ruolo attaccante.

## Statistiche

### Cronologia presenze e reti in nazionale
| Cronologia completa delle presenze e delle reti in nazionale ― Unione Sovietica | Cronologia completa delle presenze e delle reti in nazionale ― Unione Sovietica | Cronologia completa delle presenze e delle reti in nazionale ― Unione Sovietica | Cronologia completa delle presenze e delle reti in nazionale ― Unione Sovietica | Cronologia completa delle presenze e delle reti in nazionale ― Unione Sovietica | Cronologia completa delle presenze e delle reti in nazionale ― Unione Sovietica | Cronologia completa delle presenze e delle reti in nazionale ― Unione Sovietica | Cronologia completa delle presenze e delle reti in nazionale ― Unione Sovietica |
| Data                                                                            | Città                                                                           | In casa                                                                         | Risultato                                                                       | Ospiti                                                                          | Competizione                                                                    | Reti                                                                            | Note                                                                            |
| ------------------------------------------------------------------------------- | ------------------------------------------------------------------------------- | ------------------------------------------------------------------------------- | ------------------------------------------------------------------------------- | ------------------------------------------------------------------------------- | ------------------------------------------------------------------------------- | ------------------------------------------------------------------------------- | ------------------------------------------------------------------------------- |
| 26/03/1980                                                                      | Sofia                                                                           | Bulgaria                                                                        | 1 – 3                                                                           | Unione Sovietica                                                                | Amichevole                                                                      | -                                                                               | 56’                                                                             |
| 29/04/1980                                                                      | Malmö                                                                           | Svezia                                                                          | 1 – 5                                                                           | Unione Sovietica                                                                | Amichevole                                                                      | 1                                                                               | 65’                                                                             |
| Totale                                                                          |                                                                                 | Presenze                                                                        | 2                                                                               |                                                                                 | Reti                                                                            | 1                                                                               |                                                                                 |

## Palmarès

### Club

#### Competizioni nazionali
- Campionato sovietico: 1

Dnepr: 1983
- Coppa dell'Unione Sovietica: 1

Šachtar: 1980